# Nationalpark Vilsandi

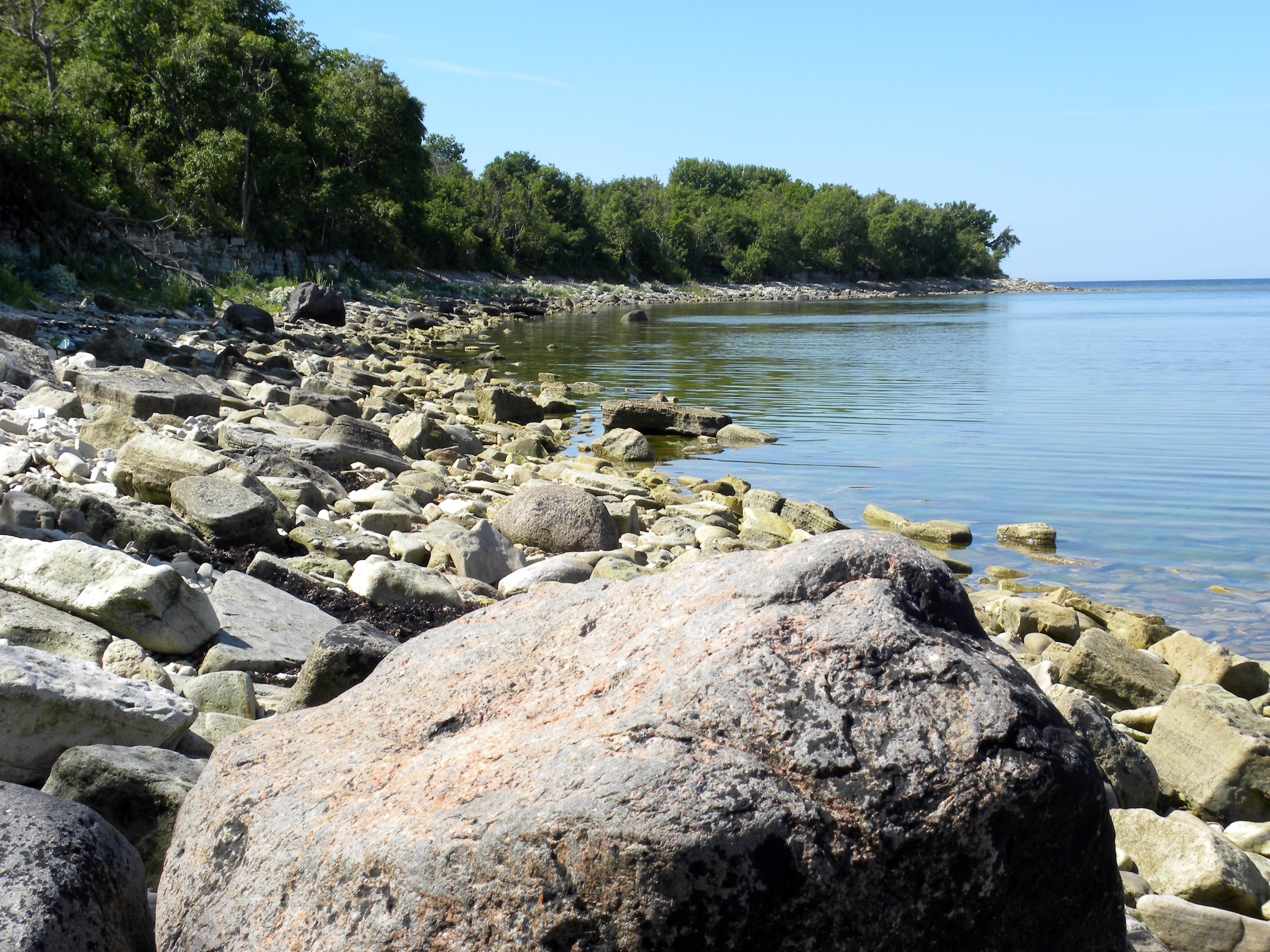
Nationalpark Vilsandi

Der Nationalpark Vilsandi befindet sich im Westen Estlands an der Westküste der Ostsee-Insel Saaremaa.

## Gebiet
Der Nationalpark Vilsandi wurde am 21. September 1971 gegründet. Bereits seit 1957 bestand dort ein Naturschutzgebiet, seit 1910 ein Vogelschutzreservat. Verwaltungsmäßig gehört das Gebiet zur Landgemeinde Saaremaa.
Die Fläche des Nationalparks Vilsandi beträgt heute 180 km², wovon 105 km² Meeresgebiet sind. Er umfasst die Region um die Insel Vilsandi, die Buchten Atla, Kihelkonna und Kuusnõmme sowie die umgebende Meereswelt mit etwa 160 geschützten Inseln und Inselchen. Die Gewässer sind im Winter weitgehend eisfrei.
Die Insel Vilsandi ist die einzige bewohnte Insel des Nationalparks. Auf ihr befindet sich eine biologische Station mit Übernachtungsmöglichkeit für Wissenschaftler und Touristen.

## Fauna
Vor allem die Vogelwelt des Nationalparks ist beeindruckend. Über 250 verschiedene Arten werden registriert. 112 Vogelarten nisten in dem Gebiet. Am weitesten ist die Eiderente verbreitet (ca. 4000 Exemplare). Daneben ist der Nationalpark unter anderem Lebensraum für Weißwangengänse, Mantelmöwen, Silbermöwen und Seeschwalben.

## Inseln
Prägend für den Nationalpark ist der Reichtum an unberührten Inseln, auf denen die Seevögel ungestört leben und nisten können. Die wichtigsten Inseln des Nationalparks sind Aarmarahu, 
Aaslaid, 
Aherahu, 
Alumine Pihlakuiv, 
Alumine Vaika, 
Innarahu, 
Joosepikuiv, 
Kalarahu, 
Karirahu, 
Kassikuiv, 
Keskmine Vaika, 
Kitselaid, 
Kolmekivirahud, 
Koerakuiv, 
Koluma rahu, 
Kuivarahu, 
Kullipank, 
Kurgurahu, 
Käkimaa, 
Käkirahu, 
Laasirahu, 
Laiarahu, 
Lausma, 
Laurisaar, 
Lestapank, 
Loonalaid, 
Mihklirahu, 
Mustarahu, 
Mustpank, 
Noogimaa, 
Nootamaa, 
Oju rahu, 
Oostemadal, 
Piskumadal, 
Pitkanina mütt, 
Punasekivirahu, 
Pätsurahu, 
Rannasitik, 
Riinurahu, 
Riimirahu, 
Rüpirahu, 
Salava, 
Sepasitik, 
Siiapank, 
Sokulaid, 
Süllanina kuiv, 
Suur Antsulaid, 
Suur Kolmekivirahu, 
Suur-Urv, 
Telve, 
Ülemine Vaika, 
Umalakotid, 
Urverahu, 
Ussirahu, 
Uus Nootamaa, 
Uusikuiv, 
Ülemine Pihlakuiv, 
Vaherahu, 
Väike Antsulaid, 
Väike Kolmekivirahu, 
Väike-Urv, 
Vasikalaid, 
Vesiloo, 
Viirelaid, 
Vilsandi und
Võrkrahu